# 위대한 쇼, 태권
《위대한 쇼, 태권》는 MBN에서 방송 중인 태권도 오디션 예능 프로그램이다.